# Liste der Kulturgüter in Innerthal
Die Liste der Kulturgüter in Innerthal enthält alle Objekte in der Gemeinde Innerthal im Kanton Schwyz, die gemäss der Haager Konvention zum Schutz von Kulturgut bei bewaffneten Konflikten, dem Bundesgesetz vom 20. Juni 2014 über den Schutz der Kulturgüter bei bewaffneten Konflikten sowie der Verordnung vom 29. Oktober 2014 über den Schutz der Kulturgüter bei bewaffneten Konflikten unter Schutz stehen.
Objekte der Kategorie A sind im Gemeindegebiet nicht ausgewiesen, Objekte der Kategorie B sind vollständig in der Liste enthalten, Objekte der Kategorie C fehlen zurzeit (Stand: 1. Januar 2023). Unter übrige Baudenkmäler sind zusätzliche Objekte zu finden, die gemäss Angaben des kantonalen Denkmalschutzes als geschützte Denkmäler eingestuft wurden und nicht bereits in der Liste der Kulturgüter enthalten sind.

## Kulturgüter
| Foto |                                                                     | Objekt                                   | Kat. | Typ | Standort                       | Beschreibung |
| ---- | ------------------------------------------------------------------- | ---------------------------------------- | ---- | --- | ------------------------------ | --- |
| ja   | Datei hochladen · Wikidata zu Pfarrhaus (Q29881642)                 | Pfarrhaus KGS-Nr.: 12853                 | B    | G   | Kirchenplatz 3 712335 / 218299 | 1924 als Ersatz für das durch die Aufstauung des Wägitalersees verloren gegangene alte Pfarrhaus erbaut.                                                           |
| ja   | Datei hochladen · Wikidata zu Pfarrkirche St. Katharina (Q29881643) | Pfarrkirche St. Katharina KGS-Nr.: 12854 | B    | G   | Kirchenplatz 1 712351 / 218314 | 1924 als Ersatz für die durch die Aufstauung des Wägitalersees verloren gegangene alte Kirche erbaut. Die Ausstattung der alten Kirche wurde teilweise übernommen. |

## Übrige Baudenkmäler
| ID     | Foto |                 | Objekt              | Typ | Standort                             | Beschreibung |
| ------ | ---- | --------------- | ------------------- | --- | ------------------------------------ | --- |
| 21.002 | BW   | Datei hochladen | Haus Unter-Heuboden | G   | Unterer Heuboden 3.2 712700 / 217711 | Grosses Märchler Bauernhaus mit regelmässiger Fensteranordnung.                                                                |
| 21.003 | BW   | Datei hochladen | Haus Ober-Heuboden  | G   | Oberer Heuboden 1 712717 / 217717    | Haus mit regelmässiger Fensteranordnung an landschaftlich bedeutender Lage.                                                    |
| 21.004 | BW   | Datei hochladen | Haus Oberer Brand   | G   | Oberer Brand 1 713108 / 217274       | Haus mit regelmässiger Fensterteilung in landschaftlich reizvoller Lage.                                                       |
| 21.006 | ja   | Datei hochladen | Schrähbachbrücke    | G   | Seestrasse 711018 / 218079           | Versteifte Stabbogenbrücke vom bedeutenden Bauingenieur Robert Maillart, Pionier des Stahlbetonbaus in der Schweiz, entworfen. |

Legende: Siehe Legende der Liste der Kulturgüter von nationaler und regionaler Bedeutung. Anstelle der KGS-Nummer wird als Objekt-Identifikator (ID) die Nummer im Kantonalen Schutzinventar (KSI) verwendet.